# Hemihyalea nimbipicta
Hemihyalea nimbipicta är en fjärilsart som beskrevs av Dyar 1914. Hemihyalea nimbipicta ingår i släktet Hemihyalea och familjen björnspinnare. Inga underarter finns listade i Catalogue of Life.